# Kenneth Clarke
Kenneth Harry Clarke, född 2 juli 1940 i West Bridgford i Nottinghamshire, är en brittisk politiker. Han var ledamot av underhuset för Rushcliffe mellan 1970 och 2019. Clarke satt som ledamot för det konservativa partiet före 2019, då han tillsammans med 20 partikollegor blev uteslutna för att de röstade med oppositionen angående brexit.
Han var kansler för hertigdömet Lancaster 1987–1988, hälsominister 1988–1990, utbildnings- och vetenskapsminister 1990–1992, inrikesminister 1992–1993, finansminister 1993–1997, justitieminister och lordkansler 2010–2012, minister utan portfölj 2012–2014 samt ålderman Father of the House i underhuset 2017–2019.
Clarke är president i Tory Reform Group sedan 1997 och är förespråkare av ekonomisk- och socialliberalism. Han har kandiderat till partiledare tre gånger: 1997, 2001 och 2005.
Han har studerat vid universitetet i Cambridge, där han även var ordförande för den konservativa studentklubben. Under sin tid som ordförande bjöd han in fascistledaren Oswald Mosley att tala, vilket gjorde att flera, däribland den senare konservative partiledaren Michael Howard, lämnade studentklubben i protest. Senare vann Howard över Clarke i valet till ordförande i The Cambridge Union Society, en anrik debattklubb som har fostrat många blivande brittiska politiker; Clarke blev dock klubbordförande året därpå.
Clarke har haft höga poster i Alliance Unichem och tobaksbolaget British American Tobacco. Han var gift med Gillian Edwards från 1964 fram till hennes död år 2015.